# متلازمة فرط الغلوبولين المناعي إي في الدم
متلازمة فرط الغلوبولين المناعي إيه في الدم (HIES)، والتي يسمى شكلها الجسدي السائد بمتلازمة أيوب أو متلازمة باكلي، هي مجموعة غير متجانسة من الاضطرابات المناعية. تعتبر متلازمة فرط الغلوبولين المناعي إيه في الدم نادرة جدًا، إذ يوجد حوالي 300 حالة مُشخصة حاليًا فقط في الأدبيات الطبية.

## التظاهرات
تتميز الحالة بحدوث التهابات متكررة ببكتيريا المكورات العنقودية (بسبب ضعف انجذاب العدلات)، والطفح الجلدي الذي يشبه الأكزيما، والتهابات الرئة الشديدة التي تؤدي إلى قيلات هوائية (آفات تشبه البالونات قد تكون مملوءة بالهواء أو القيح أو أنسجة ندبية) وتركيزات عالية جدًا (> 2000 وحدة دولية/مل أو 4800 ميكروجرام/لتر) من الغلوبولين المناعي إيه (IgE) في المصل. قد تكون الحالة ناتجة عن وراثة صبغية جسدية سائدة أو متنحية. يعاني العديد من مرضى متلازمة فرط الغلوبولين المناعي إيه في الدم الناتجة عن الوراثة السائدة الذين لديهم جين STAT3 من تشوهات مميزة في الوجه والأسنان، ولا يحدث لديهم الفقد الطبيعي للأسنان الأولية، ويمتلكون بذلك مجموعتَين من الأسنان في نفس الوقت.

## الفيزيولوجيا المرضية
يُعتقد أن اختلال الانجذاب الكيميائي للعدلات نتيجة عوز الانترفيرون غاما الذي تنتجه الخلايا الليمفاوية التائية هو سبب المرض.
وُصفت حالتين للمرض بالاعتماد على نوع الوراثة المسببة (الجسدية السائدة والجسدية المتنحية):
حالة الوراثة السائدة:
- قد تتظاهر طفرات جين ستات3 بمتلازمة فرط الغلوبولين المناعي إيه في الدم ويؤدي لتشوهات مميزة في الوجه والأسنان والهيكل العظمي والتي تسمى متلازمة أيوب.[11] من أهم الأعراض: الوجه الخشن أو الأسدي، وخراجات المكورات العنقودية الباردة، واحتباس الأسنان الأولية، وارتفاع مستويات الغلوبولين المناعي إيه، والمشاكل الجلدية (الأكزيما). ارتبط المرض بطفرات في جين STAT3 بعد أن أشارت ملامح السيتوكين إلى حدوث تغييرات في مسار جين STAT3.[12] يقلل هذا المسار المتغير بشكل مباشر من قدرة تعديل الإنترلوكين 6 و10، والتي، على التوالي، تمنع تكوين الخلايا التائية المساعدة 17 (Th17) التي تحمي جنبًا إلى جنب مع الخلايا التائية (CD4) الجسم من الالتهابات البكتيرية والفطرية، مما سيعزز في النهاية الاستجابات المناعية غير المناسبة التي تظهر عند مرضى متلازمة فرط الغلوبولين المناعي إيه في الدم.[13]

حالة الوراثة المتنحية:
- تتظاهر طفرات جين بروتين التحريك الخلوي 8 (Dock8) بشكل رئيسي باضطرابات مناعية بما في ذلك متلازمة فرط الغلوبولين المناعي إيه في الدم. من أهم الأعراض الأكزيما، والحساسية الغذائية والبيئية. أُبلغ أيضًا عن الربو والحساسية المفرطة بشكل متباين.[14]
- تتظاهر طفرات جين إنزيم موتاز فوسفو أسيتيل الجلوكوزامين باضطراب غلكزة خلقي، وقد يظهر هذا الاضطراب على شكل متلازمة فرط الغلوبولين المناعي إيه في الدم مع ضعف إدراكي عصبي ونقص الميالين.[15]
- قد تتظاهر طفرات جين مثبط الأنزيم البروتيني السيري كازال من النوع 5 (SPINK5) بمتلازمة فرط الغلوبولين المناعي إيه في الدم مع تأثيرات على الجلد والشعر مثل حالة تقصف الشعر الانغلافي (شعر الخيزران).[16]
- قد تتظاهر طفرات جين بروتين التيروزين كيناز غير المستقبل TYK2 بمتلازمة فرط الغلوبولين المناعي إيه في الدم، لكنها في أغلب الأحيان تكون مصحوبة بنقص المناعة فقط.[17]